# Herdentorswallmühle
Die Herdentorswallmühle – auch Herdentorsmühle oder Ansgaritorsmühle, zumeist aber Mühle am Wall genannt – ist eine Windmühle in den Wallanlagen der Stadt Bremen. Seit 1953 ist die Mühle als Einzeldenkmal in der Landesdenkmalliste der Freien Hansestadt Bremen verzeichnet.

## Geschichte
Seit etwa 1815 stand auf der Gießhausbastion eine Windmühle, die 1832 ein Brand zerstörte. Sie war Teil einer Kette von sechs Getreidemühlen in den Bremer Wallanlagen. Im Jahr 1833 wurde am selben Platz nach Plänen von Mühlenbaumeister Berend Erling eine neue Mühle errichtet. Seit 1891 ist sie im Besitz der Stadt Bremen. 1898 wurde sie wiederhergestellt, nachdem ein Brand das hölzerne Oberbauwerk mitten in einem starken Schneesturm zerstört hatte. Die Feuerwehr verhinderte das totale Abbrennen, so dass der gemauerte Unterbau und Teile der Flügel auf Forderung der Einwohner durch die zuständige Deputation für die Spazierge bis zum Jahr 1900 „im Interesse der landschaftlichen Eigenart unserer Wallanlagen“ repariert wurden.
Den Zweiten Weltkrieg überstand die Mühle weitestgehend unbeschädigt und diente noch bis 1947 zum Mahlen von Getreide. Danach bekam die Mühle einen neuen Pächter, der hier eine Fahrschule betreiben durfte.
Erst als die historische Mühle 1998 nach Vorgaben des Landesamtes für Denkmalpflege grundlegend saniert, die Flügel und Galerie erneuert und die unteren beiden Etagen für einen Gastronomiebetrieb umgebaut worden war, musste die Fahrschule hier ausziehen. Zusammen mit einem Anbau, der nach historischen Vorlagen entstand, konnte dann ein Privatmann hier ein Café einrichten.

## Bauweise, Technik
Die Herdentorswallmühle ist eine Windmühle vom Typ Galerieholländer mit fünfgeschossigem, achteckigem Unterbau aus Klinkersteinen. Die vier Jalousieflügel haben einen Durchmesser von 24 Metern und sind zur Drehzahlregulierung mit Bremsklappen ausgestattet. Die Windrichtungsnachführung erfolgt selbsttätig durch eine Windrose. Die Mühle hat drei betriebsfähige Steinmahlgänge. Zum Absieben des Mehls dient ein Beutelkasten. Ferner ist die Mühle mit einem Elevator, einer Schälmaschine und einer Windfege ausgestattet.

## Touristik

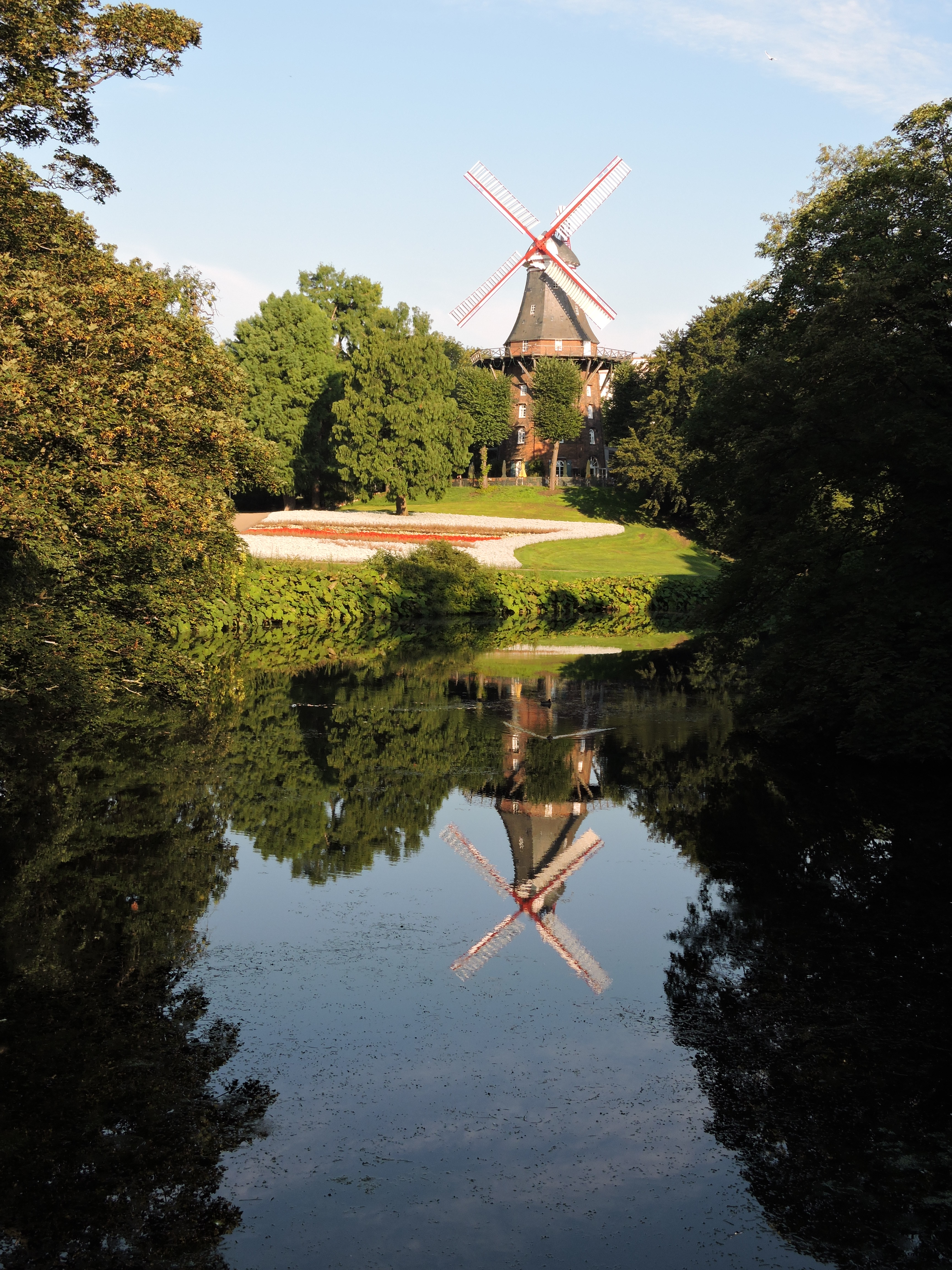
Spiegelung der Mühle im Wasser des Stadtgrabens

Das Herdentor liegt auf dem Fußweg vom Hauptbahnhof in das Stadtzentrum und bietet daher vielen Besuchern zugleich den überraschenden Anblick einer großen, intakten Windmühle im Grünzug der Wallanlagen direkt in der City. Die Mühle zählt zu den häufig fotografierten Sehenswürdigkeiten der Stadt. 
Als Mühle wird das Bauwerk kaum noch genutzt, lediglich bei besonderen Anlässen findet ein Schaumahlen statt. Sie kann auch, z. B. am Mühlentag und nach Absprache, besichtigt werden. 
Seit dem Jahr 1989 befindet sich in der Mühle ein Café/Restaurant, weswegen sie volkstümlich auch als Kaffeemühle bezeichnet wird. Die Mühle ist Station 41 der Niedersächsischen Mühlenstraße.